# Pomnik czerwonoarmisty w Siedlcu
Pomnik czerwonoarmisty w Siedlcu – pomnik upamiętniający zajęcie terenu Siedlca i okolic przez Armię Czerwoną. Zdemontowany w 2022 roku.

## Historia
W dniach 24-26 stycznia 1945 Armia Czerwona przeprowadziła natarcie, w wyniku którego zajęła Wolsztyn i okoliczne miejscowości. Poległych w Siedlcu czerwonoarmistów pochowano na cmentarzu wojennym zlokalizowanym na terenie ogrodu byłego klasztoru sióstr oblatek. Na terenie cmentarza umieszczono pomnik wyrzeźbiony przez Edwarda Przymuszałę.
W 1945 r. żołnierze pochowani w tej lokalizacji zostali ekshumowani i pochowani na cmentarzu wojennym w Wolsztynie. Sam pomnik kilka razy zmieniał lokalizację, do 2022 roku znajdował się terenie należącym do gminy Siedlec przy zbiegu ulic Zbąszyńskiej i Nowy Świat.
20 kwietnia 2022 roku pomnik zdemontowano.  

## Opis
Pomnik miał postać kwadratowego postumentu z niewielkim cokołem, na którym umieszczona była figura żołnierza Armii Czerwonej z pistoletem maszynowym PPSz depczącego hełm Wehrmachtu. Na postumencie znajdowała się tablica z napisem: „WIECZNA CHWAŁA BOHATEROM KTÓRZY ZGINĘLI W WALKACH O WOLNOŚĆ I NIEZAWISŁOŚĆ NASZEJ OJCZYZNY” oraz sierp i młot wpisane w pięciopromienną gwiazdę. Pomnik miał wysokość ok. 4 metrów. 